# UCI WorldTour 2011
El UCI WorldTour 2011 fue la primera edición de la competición ciclista llamada UCI WorldTour.
A pesar de la nueva denominación se consideró heredera directa del UCI World Ranking con sus carreras denominadas UCI World Calendar ya que adoptó la mayoría de normas de ella. Sin embargo, los equipos pertenecientes a la categoría Profesional Continental (segunda categoría) volvieron a dejar de puntuar (solo tienen derecho a participación) por lo que en ese aspecto se asemejó más al extinto UCI ProTour.
La carrera del Tour de Pekín fue añadida al calendario, convirtiéndose en la primera prueba asiática que se disputa en el calendario mundial de máxima categoría; sustituyendo, en cierta manera, a la París-Tours que bajó de categoría en 2008.

## Equipos (18)
Véase UCI ProTeam
Estos equipos tienen la participación asegurada y obligada en las 27 carreras del UCI WorldTour. A diferencia de años anteriores en el que tenían preferencia los equipos que decidían renovar la licencia esta vez optaron a ser equipo ProTour los 15 primeros de una clasificación deportiva creada por la UCI basada en los resultados obtenidos por los 12 mejores ciclistas contratados para la temporada siguiente en los dos años precedentes, más 3 "invitados" del puesto 16º al 20º de ese ranking. Esos 3 invitados fueron el Euskaltel-Euskadi, Quick Step Cycling Team y Ag2r La Mondiale clasificados respectivamente en los puestos 16º, 18º y 20º de dicho ranking.
Respecto a los equipos de la pasada temporada entraron el equipo creado en esa misma temporada Luxembourg Pro Cycling Project (que después se renombró por Leopard Trek), los ascendidos BMC Racing Team y Vacansoleil-DCM Pro Cycling Team y salieron los equipos descendidos Geox-TMC (antiguo Footon-Servetto) y FDJ y el desaparecido Team Milram. Siendo estos los equipos UCI ProTeam 2011:
| Código UCI | Equipo                           |
| ---------- | -------------------------------- |
| ALM        | Ag2r La Mondiale                 |
| BMC        | BMC Racing Team                  |
| EUS        | Euskaltel-Euskadi                |
| THR        | HTC-Highroad                     |
| KAT        | Katusha Team                     |
| LAM        | Lampre-ISD                       |
| LIQ        | Liquigas-Cannondale              |
| MOV        | Movistar Team                    |
| OLO        | Omega Pharma-Lotto               |
| AST        | Pro Team Astana                  |
| QST        | QuickStep Cycling Team           |
| RAB        | Rabobank Cycling Team            |
| SBS        | Saxo Bank Sungard                |
| SKY        | Sky Procycling                   |
| GRM        | Team Garmin-Cervélo              |
| LUX        | Leopard Trek                     |
| RSH        | Team RadioShack                  |
| VAC        | Vacansoleil-DCM Pro Cycling Team |

Además, como viene siendo habitual, también participaron selecciones nacionales (con corredores de equipos de los Circuitos Continentales UCI) en las carreras de países con poca tradición ciclista que fueron el Tour Down Under (selección llamada UniSA-Australia), el Tour de Polonia (selección llamada Reprezentacja Polski) y el Tour de Pekín (selección llamada Chinese National Cycling Team) que sólo tuvieron un permiso especial para correr en esas carreras en concreto. Esas participaciones se producirán sin que los corredores de dichas selecciones puedan aspirar a obtener puntuación (ni obviamente esa selección ni el equipo oficial del corredor). Esas carreras con esas selecciones fueron las únicas excepciones en las que se permitió correr a corredores sin pasaporte biológico ya que alguno de los seleccionados no estuvieron en equipos adheridos a dicho pasaporte.
A diferencia de los últimos 3 años todos los equipos de esta categoría tuvieron acceso a las carreras de máximo nivel para ello se pusieron unos requisitos más estrictos con la obligatoriedad de adherirse al pasaporte biológico. Sin embargo, el número de equipos en esta categoría creció respecto a los últimos 2 años donde había menos requisitos y estos solo aumentaban en caso de querer disputar las carreras de máximo nivel, pudiendo puntuar además en la máxima clasificación mundial del anteriormente llamado UCI World Ranking, aunque esta vez ninguno de ellos aspiró a obtener puntuación en esta clasificación mundial renombrada por UCI WorldTour. El equipo de esta categoría que corrió más carreras del UCI WorldTour 2011 fue el Cofidis, le Crédit en Ligne con 16.

## Carreras (27)
| Fecha                         | Carrera                  | Vencedor             | Equipo del vencedor |
| ----------------------------- | ------------------------ | -------------------- | ------------------- |
| 18-23 de enero                | Tour Down Under          | Cameron Meyer        | Garmin-Cervélo      |
| 6-13 de marzo                 | París-Niza               | Tony Martin          | HTC-Highroad        |
| 9-15 de marzo                 | Tirreno-Adriático        | Cadel Evans          | BMC Racing          |
| 19 de marzo                   | Milán-San Remo           | Matthew Goss         | HTC-Highroad        |
| 21-27 de marzo                | Volta a Cataluña         | Michele Scarponi     | Lampre-ISD          |
| 27 de marzo                   | Gante-Wevelgem           | Tom Boonen           | QuickStep           |
| 3 de abril                    | Tour de Flandes          | Nick Nuyens          | Saxo Bank           |
| 4-9 de abril                  | Vuelta al País Vasco     | Andreas Klöden       | RadioShack          |
| 10 de abril                   | París-Roubaix            | Johan Vansummeren    | Garmin-Cervélo      |
| 17 de abril                   | Amstel Gold Race         | Philippe Gilbert     | Omega Pharma-Lotto  |
| 20 de abril                   | Flecha Valona            | Philippe Gilbert     | Omega Pharma-Lotto  |
| 24 de abril                   | Lieja-Bastoña-Lieja      | Philippe Gilbert     | Omega Pharma-Lotto  |
| 26 de abril-1 de mayo         | Tour de Romandía         | Cadel Evans          | BMC Racing          |
| 7-29 de mayo                  | Giro de Italia           | Michele Scarponi     | Lampre-ISD          |
| 5-12 de junio                 | Critérium del Dauphiné   | Bradley Wiggins      | Sky                 |
| 11-19 de junio                | Vuelta a Suiza           | Levi Leipheimer      | RadioShack          |
| 2-24 de julio                 | Tour de Francia          | Cadel Evans          | BMC Racing          |
| 30 de julio                   | Clásica de San Sebastián | Philippe Gilbert     | Omega Pharma-Lotto  |
| 31 de julio-6 de agosto       | Tour de Polonia          | Peter Sagan          | Liquigas-Cannondale |
| 8-14 de agosto                | Eneco Tour               | Edvald Boasson Hagen | Sky                 |
| 20 de agosto-11 de septiembre | Vuelta a España          | Juan José Cobo Acebo | Geox-TMC            |
| 21 de agosto                  | Vattenfall Cyclassics    | Edvald Boasson Hagen | Sky                 |
| 28 de agosto                  | Gran Premio de Plouay    | Grega Bole           | Lampre-ISD          |
| 9 de septiembre               | Gran Premio de Quebec    | Philippe Gilbert     | Omega Pharma-Lotto  |
| 11 de septiembre              | Gran Premio de Montreal  | Rui Costa            | Movistar            |
| 5-9 de octubre                | Tour de Pekín            | Tony Martin          | HTC-Highroad        |
| 15 de octubre                 | Giro de Lombardía        | Oliver Zaugg         | Leopard Trek        |

## Clasificaciones
Nota: ver Baremos de puntuación

Estas son las clasificaciones finales:

### Clasificación individual
| Posición | Ciclista          | Equipo             | Puntos |
| -------- | ----------------- | ------------------ | ------ |
| 1        | Philippe Gilbert  | Omega Pharma-Lotto | 718    |
| 2        | Cadel Evans       | BMC Racing         | 584    |
| 3        | Joaquim Rodríguez | Katusha            | 446    |
| 4        | Michele Scarponi  | Lampre-ISD         | 419    |
| 5        | Tony Martin       | HTC-Highroad       | 349    |
| 6        | Samuel Sánchez    | Euskaltel-Euskadi  | 317    |
| 7        | Vincenzo Nibali   | Liquigas           | 310    |
| 8        | Daniel Martin     | Garmin-Cervélo     | 296    |
| 9        | Bradley Wiggins   | Sky                | 289    |
| 10       | Frank Schleck     | Leopard Trek       | 284    |

- Total de corredores con puntuación: 230
- Desglose de puntos por corredor: Detalle de puntos ganados

### Clasificación por países
La clasificación por países se calcula sumando los puntos de los cinco mejores corredores de cada país. Los países con el mismo número de puntos se clasifican de acuerdo a su corredor mejor clasificado.
| Posición | País        | Puntos | Top 5 corredores                                                                   |
| -------- | ----------- | ------ | ---------------------------------------------------------------------------------- |
| 1        | Italia      | 1.302  | Scarponi (419), Nibali (310), Basso (250), Cunego (213), Pinotti (110)             |
| 2        | Bélgica     | 1.184  | Gilbert (718), Boonen (140), Van den Broeck (125), Nuyens (101), Vansummeren (100) |
| 3        | Australia   | 1.092  | Evans (584), Goss (217), Gerrans (111), Meyer (106), Matthews (74)                 |
| 4        | España      | 1.076  | Rodríguez (446), Sánchez (317), Intxausti (118), Tondo (100), Rojas (95)           |
| 5        | Reino Unido | 947    | Wiggins (289), Froome (230), Millar (185), Cavendish (152), Swift (91)             |

- Total de países con puntuación: 35

### Clasificación por equipos
La clasificación por equipos se calcula sumando los puntos de los cinco mejores corredores de cada equipo. Los equipos con el mismo número de puntos se clasifican de acuerdo a su corredor mejor clasificado.
| Posición | Equipo             | Puntos | Top 5 corredores                                                                   |
| -------- | ------------------ | ------ | ---------------------------------------------------------------------------------- |
| 1        | Omega Pharma-Lotto | 1.101  | Gilbert (718), Greipel (132), Van Den Broeck (125), Roelandts (66), Vanendert (60) |
| 2        | Sky Procycling     | 1.069  | Wiggins (289), Hagen (260), Froome (230), Urán (179), Gerrans (111)                |
| 3        | Leopard Trek       | 1.024  | F. Schleck (284), A. Schleck (252), Cancellara (252), Fuglsang (136), Zaugg (100)  |
| 4        | HTC-Highroad       | 892    | Martin (349), Goss (217), Cavendish (152), Pinotti (110), Sivtsov (58)             |
| 5        | BMC Racing         | 887    | Evans (584), Ballan (100), van Avermaet (90), Phinney (71), Frank (42)             |

- Total de equipos con puntuación: 18 (todos).

## Progreso de las clasificaciones
| Carrera (Vencedor)                           | Clasificación individual | Clasificación por equipos | Clasificación por países |
| -------------------------------------------- | ------------------------ | ------------------------- | ------------------------ |
| Tour Down Under (Cameron Meyer)              | Cameron Meyer            | Rabobank                  | Australia                |
| París-Niza (Tony Martin)                     | Tony Martin              | HTC-Highroad              | Australia                |
| Tirreno-Adriático (Cadel Evans)              | Cadel Evans              | HTC-Highroad              | Australia                |
| Milán-San Remo (Matthew Goss)                | Matthew Goss             | HTC-Highroad              | Australia                |
| Volta a Cataluña (Michele Scarponi)          | Michele Scarponi         | HTC-Highroad              | Australia                |
| Gante-Wevelgem (Tom Boonen)                  |                          | HTC-Highroad              | Australia                |
| Tour de Flandes (Nick Nuyens)                |                          | HTC-Highroad              | Australia                |
| Vuelta al País Vasco (Andreas Klöden)        | RadioShack               |                           | Australia                |
| París-Roubaix (Johan Vansummeren)            | RadioShack               | Fabian Cancellara         | Italia                   |
| Amstel Gold Race (Philippe Gilbert)          | RadioShack               | Australia                 |                          |
| Flecha Valona (Philippe Gilbert)             | RadioShack               | Philippe Gilbert          | Bélgica                  |
| Lieja-Bastoña-Lieja (Philippe Gilbert)       | Leopard Trek             |                           | Bélgica                  |
| Tour de Romandía (Cadel Evans)               | HTC-Highroad             |                           | Bélgica                  |
| Giro de Italia (Michele Scarponi)            | HTC-Highroad             | Michele Scarponi          | Italia                   |
| Critérium du Dauphiné (Bradley Wiggins       | HTC-Highroad             |                           | Italia                   |
| Vuelta a Suiza (Levi Leipheimer)             | HTC-Highroad             |                           | Italia                   |
| Tour de Francia (Cadel Evans)                | Cadel Evans              | Leopard Trek              | Italia                   |
| Clásica de San Sebastián (Philippe Gilbert)  | Cadel Evans              | Leopard Trek              | Italia                   |
| Tour de Polonia (Peter Sagan)                | Cadel Evans              | Leopard Trek              | Italia                   |
| Eneco Tour (Edvald Boasson Hagen)            | Cadel Evans              | Leopard Trek              | Italia                   |
| Vattenfall Cyclassics (Edvald Boasson Hagen) | Cadel Evans              | Leopard Trek              | Italia                   |
| Gran Premio de Plouay (Grega Bole)           | Cadel Evans              | Leopard Trek              | Italia                   |
| Gran Premio de Quebec (Philippe Gilbert)     | Philippe Gilbert         | Leopard Trek              | Italia                   |
| Vuelta a España (Juanjo Cobo)                | Philippe Gilbert         | Leopard Trek              | Italia                   |
| Gran Premio de Montreal (Rui Costa)          | Philippe Gilbert         | Omega Pharma-Lotto        | Italia                   |
| Tour de Pekín (Tony Martin)                  | Philippe Gilbert         | Omega Pharma-Lotto        | Italia                   |
| Giro de Lombardía (Oliver Zaugg)             | Philippe Gilbert         | Omega Pharma-Lotto        | Italia                   |
| Final                                        | Philippe Gilbert         | Omega Pharma-Lotto        | Italia                   |